# Лакович, Драган
Драган Лакович (серб. Драган Лаковић; 28 марта 1929, Скопье, Королевство Югославия — 31 мая 1990, Белград, СФРЮ) — сербский югославский актёр театра, кино и телевидения, певец, исполнитель детских песен.
Играл в театре. Снимался в кино, участвовал в съёмках 75 фильмов и телесериалов, играл в шоу для детей.
Наиболее известен своим детским шоу «Дети, пойте с нами».

## Избранная фильмография
- 1958 — Роковая отмель — Марко
- 1958 — Участок «Б» — Войнович
- 1959 — Крепость Мамула — Раде
- 1960 — Капитан Леши — майор Демир (озвучание)
- 1960 — Лучше уметь, чем иметь — Деян Войнович
- 1966 — Комиссар Х: Поцелуй и убей
- 1970 — Любовь по-сельски — дядя Лаза